# Simulium spiroi
Simulium spiroi es una especie de insecto del género Simulium, familia Simuliidae, orden Diptera.
Fue descrita científicamente por Craig, Currie & Hunter, 2006.